# 知空
知空（ちくう、1634年（寛永11年） - 1718年9月7日（享保3年8月13日））は、江戸時代前期から中期にかけての浄土真宗の学僧、浄土真宗本願寺派第2代能化。

## 概要
俗姓は渡辺、字は性応、諡は演慈院、号は大可子・臥雲叟。山城国真覚寺に明性の四男として生まれ、はじめは兄の円海に学ぶ。浄土真宗本願寺派初代能化・西吟に師事し、光隆寺を開いて住職となる。1660年（万治3年）、第2代能化に任じられる。各地の異義を破し真宗正義の宣布に努め、諸国を巡化して布教に尽力した。1695年（元禄8年）学林を再興した。弟子に若霖（第3代能化）がいる。

## 著書
- 『三帖和讃首書』
- 『正信偈要解首書』
- 『鷺森含豪』
- 『安楽集鑰聞』